# Flevoland
Flevoland är en provins i mellersta Nederländerna, bildad 1986. Provinsen har 406 835 invånare (2016) och består till största delen av mark som utvunnits ur det tidigare innanhavet Zuiderzee (poldrarna Flevopolder och Noordoostpolder). Huvudort är Lelystad.

## Kommuner
Flevoland består av 6 kommuner (gemeenten):
- Almere
- Dronten
- Lelystad
- Noordoostpolder
- Urk
- Zeewolde